# Neoantisemitismo

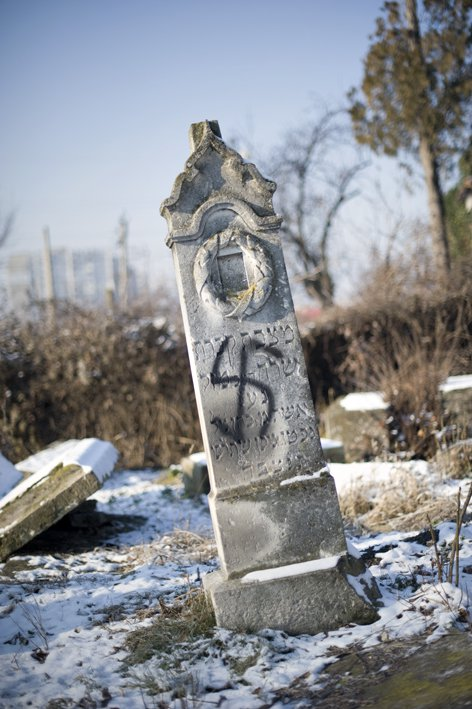
Vandalismo a tema nazista sulle tombe del cimitero ebraico di Shumen (Bulgaria) avvenuto nel 2010

Il neoantisemitismo, o nuovo antisemitismo, è l'antisemitismo sviluppatosi nel XXI secolo che, grazie anche alle possibilità offerte da internet, diffonde odio, pregiudizi e fake news finalizzate, ad esempio, alla minimizzazione della gravità dell'Olocausto o finanche la sua negazione, generando anche atti di intimidazione e di violenza diffusi sia in numerosi Paesi occidentali che, con toni particolarmente intensi, nell'Est europeo e nei Paesi arabi.

## Concetto
I fautori di questo concetto sostengono in genere che tra alla fine del XX e all'inizio del XXI secolo gran parte delle critiche nei confronti di Israele equivalgono in realtà alla demonizzazione degli ebrei, e che insieme alla recrudescenza degli attacchi antisemiti contro gli ebrei, alla profanazione dei simboli ebraici e dell'ebraismo, alla negazione dell'olocausto, e una maggiore accettazione delle credenze antisemite nel discorso pubblico e nei discorsi d'odio online, tale demonizzazione rappresenti un'evoluzione dell'antisemitismo. I sostenitori di questo concetto ritengono che l'antisionismo e la demonizzazione di Israele, o i doppi standard applicati alla sua condotta (alcuni includono anche l'antiamericanismo, l'antiglobalizzazione e il terzomondismo) possono essere collegati all'antisemitismo, o costituire un antisemitismo mascherato, in particolare quando provengono contemporaneamente dall'estrema sinistra, dall'islamismo e dall'estrema destra..
I critici di questo concetto sostengono che esso venga usato come arma al fine di mettere a tacere il dibattito politico e la libertà di parola riguardo al conflitto israelo-palestinese, confondendo le critiche al governo israeliano con l'antisionismo, con il razzismo, l'apologia della violenza contro gli ebrei o l'assimilazione delle azioni del governo israeliano all'Olocausto . Tali argomentazioni sono state a loro volta criticate come antisemite e retoricamente irrilevanti rispetto alla realtà contestata del neoantisemitismo. Altre argomentazioni critiche includono che il concetto definisce la critica legittima a Israele in modo troppo ristretto e la demonizzazione in modo troppo ampio, e che banalizza il significato di antisemitismo.

## Storia del concetto

### 1960: origini del concetto
Il filosofo francese Pierre-André Taguieff sostiene che la prima ondata di "nouvelle judéophobie" è emersa nel mondo arabo-musulmano e nella sfera sovietica dopo la guerra dei sei giorni del 1967. Cita i documenti di Jacques Givet (1968) e dello storico Léon Poliakov (1969) che discutono l'idea di un nuovo antisemitismo radicato nell'antisionismo. Sostiene che i temi antiebraici si sono incentrati sulle figure demoniache di Israele e su quello che definisce "sionismo del mondo fantastico": gli ebrei complottano insieme, cercano di conquistare il mondo e sono imperialisti e assetati di sangue, il che ha dato origine alla riattivazione di storie di omicidi rituali e di avvelenamento delle scorte di cibo e acqua.

### Anni '70: i primi dibattiti
Scrivendo nel 1973 sul Congress Bi-Weekly dell'American Jewish Congress, il ministro degli esteri israeliano Abba Eban identificò l'antisionismo come "il nuovo antisemitismo":
Abbiamo assistito all'ascesa della nuova sinistra che identifica Israele con l'establishment, con l'acquisizione, con il compiacimento, con, di fatto, tutti i nemici fondamentali... Non ci si può sbagliare: la nuova sinistra è l'autrice e la progenitrice del nuovo antisemitismo. Uno dei compiti principali di qualsiasi dialogo con il mondo gentile è dimostrare che la distinzione tra antisemitismo e antisionismo non è affatto una distinzione. L'antisionismo è solo il nuovo antisemitismo. Il vecchio antisemitismo classico dichiarava che gli stessi diritti appartengono a tutti gli individui della società, tranne che agli ebrei. Il nuovo antisemitismo afferma che il diritto di stabilire e mantenere uno Stato nazionale sovrano indipendente è prerogativa di tutte le nazioni, a patto che non siano ebree. E quando questo diritto viene esercitato non dalle Isole Maldive, non dallo Stato del Gabon, non dalle Barbados... ma dalla più antica e autentica di tutte le nazioni, allora si dice che questo è esclusivismo, particolarismo e una fuga del popolo ebraico dalla sua missione universale.
Nel 1974, Arnold Forster e Benjamin Epstein della Anti-Defamation League pubblicarono il libro Il nuovo antisemitismo. Essi esprimevano preoccupazione per quelle che descrivevano come nuove manifestazioni di antisemitismo provenienti da figure della sinistra radicale, della destra radicale e filo-arabe negli Stati Uniti. Forster e Epstein sostengono che si tratta di indifferenza nei confronti delle paure del popolo ebraico, di apatia nei confronti dei pregiudizi antiebraici e di incapacità di comprendere l'importanza di Israele per la sopravvivenza degli ebrei.

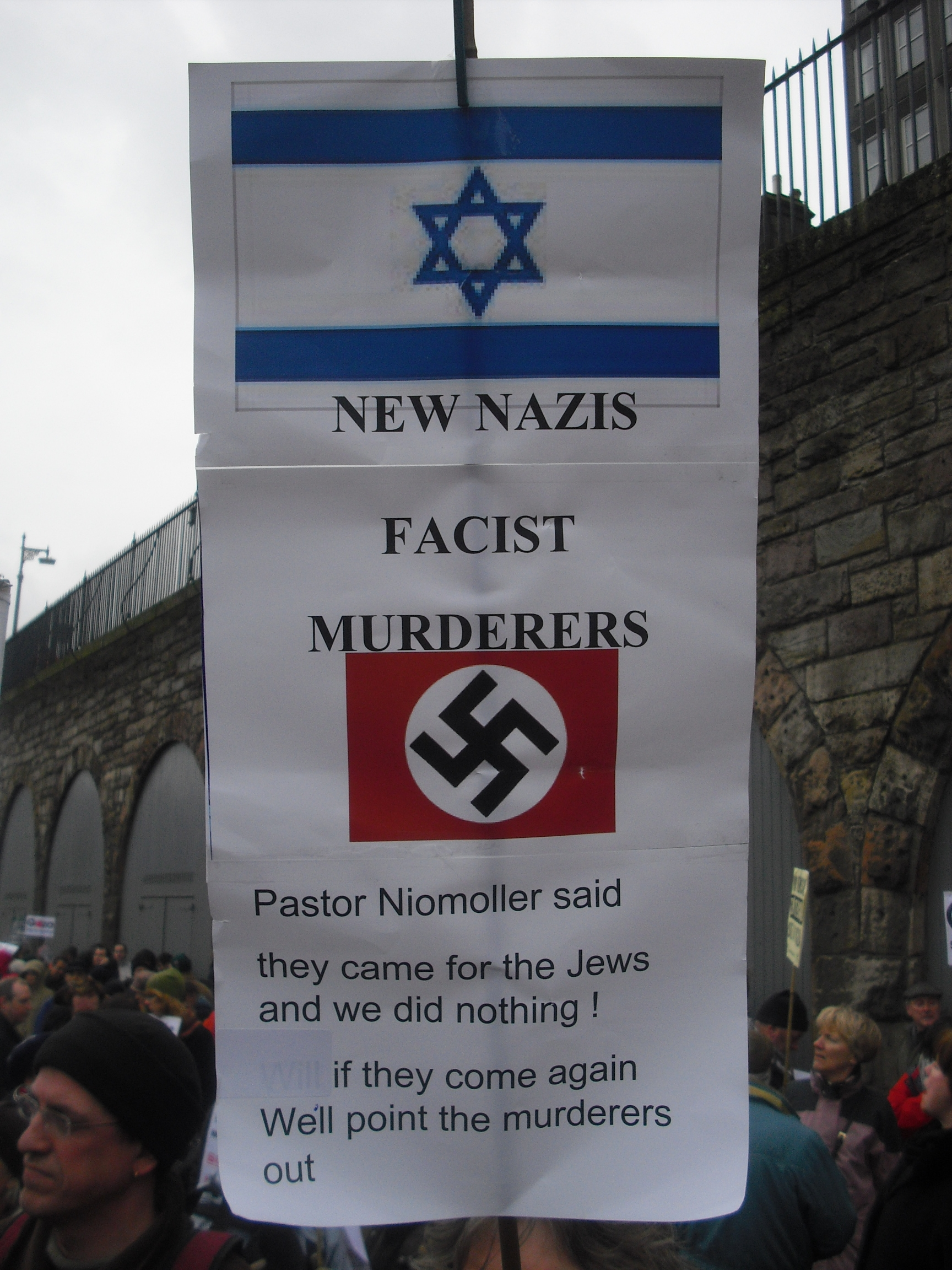
Un cartello esposto durante una protesta a Edimburgo, in Scozia, il 10 gennaio 2009

Recensendo il lavoro di Forster ed Epstein su Commentary, Earl Raab, direttore fondatore del Nathan Perlmutter Institute for Jewish Advocacy della Brandeis University, ha sostenuto che un "nuovo antisemitismo" sta effettivamente emergendo in America, sotto forma di opposizione ai diritti collettivi del popolo ebraico, ma ha criticato Forster ed Epstein per averlo confuso con i pregiudizi anti-Israele. Allan Brownfeld ha scritto sul Journal of Palestine Studies che la nuova definizione di antisemitismo di Forster e Epstein banalizza il concetto trasformandolo in "una forma di ricatto politico" e "un'arma con cui mettere a tacere qualsiasi critica a Israele o alla politica statunitense in Medio Oriente", mentre Edward S. Shapiro, in "A Time for Healing: American Jewry Since World War II", ha scritto che "Forster e Epstein insinuavano che il nuovo antisemitismo fosse l'incapacità dei gentili di amare abbastanza gli ebrei e Israele".

### Dagli anni '80

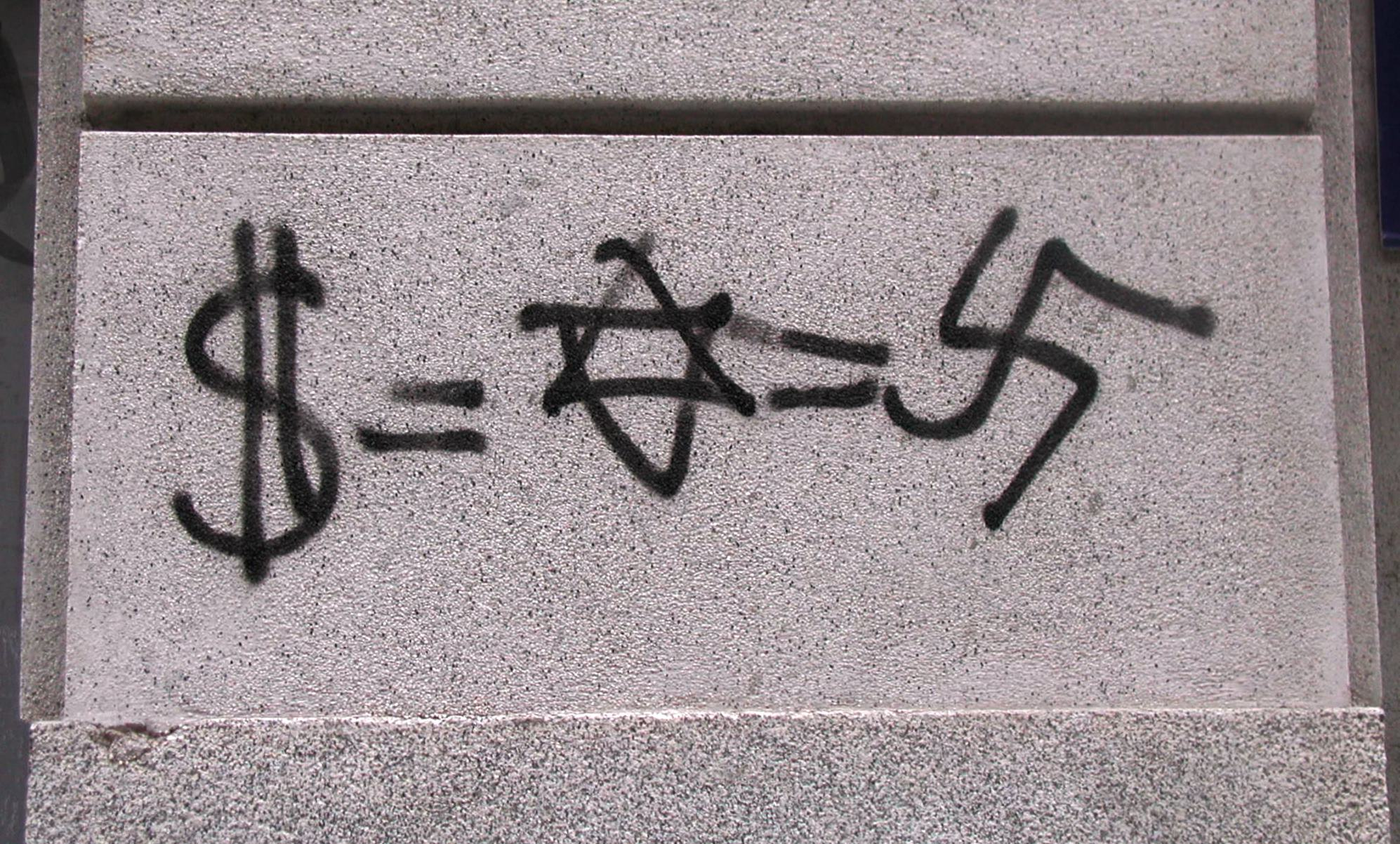
Graffiti in Madrid, 2003

Lo storico Robert Wistrich ha affrontato la questione in una conferenza del 1984 tenuta nella casa del presidente israeliano Chaim Herzog, in cui ha sostenuto che stava emergendo un "nuovo antisionismo antisemita", i cui tratti distintivi erano l'equiparazione del sionismo al nazismo e la convinzione che i sionisti avessero collaborato attivamente con i nazisti durante la seconda guerra mondiale. Egli sosteneva che tali affermazioni erano prevalenti in Unione Sovietica, ma aggiungeva che una retorica simile era stata ripresa da una parte della sinistra radicale, in particolare dai gruppi trotzkisti in Europa occidentale e in America.
Nel 2003, Irwin Cotler, professore di diritto alla Università McGill, ha indicato nove aspetti di quello che considera il "nuovo antisemitismo":
- Antisemitismo genocida: chiedere la distruzione di Israele e/o del popolo ebraico
- Antisemitismo politico: negazione del diritto all'autodeterminazione del popolo ebraico, delegittimazione di Israele come Stato, attribuzione a Israele di tutti i mali del mondo
- Antisemitismo ideologico: "Nazificare" Israele paragonando sionismo e razzismo
- Antisemitismo teologico: convergenza dell'antisemitismo islamico e della teologia cristiana della "sostituzione", che si rifà all'odio classico per gli ebrei
- L'antisemitismo culturale: l'emergere di atteggiamenti, sentimenti e discorsi anti-Israele negli intellettuali "alla moda" dei salotti
- L'antisemitismo economico: I movimenti BDS (Boicottaggio, disinvestimento e sanzioni) e l'applicazione extraterritoriale di patti restrittivi contro i Paesi che commerciano con Israele
- Negazione dell'Olocausto
- Terrorismo razzista antiebraico
- Discriminazione legale internazionale ("Negazione a Israele dell'uguaglianza davanti alla legge in ambito internazionale")

## Critiche

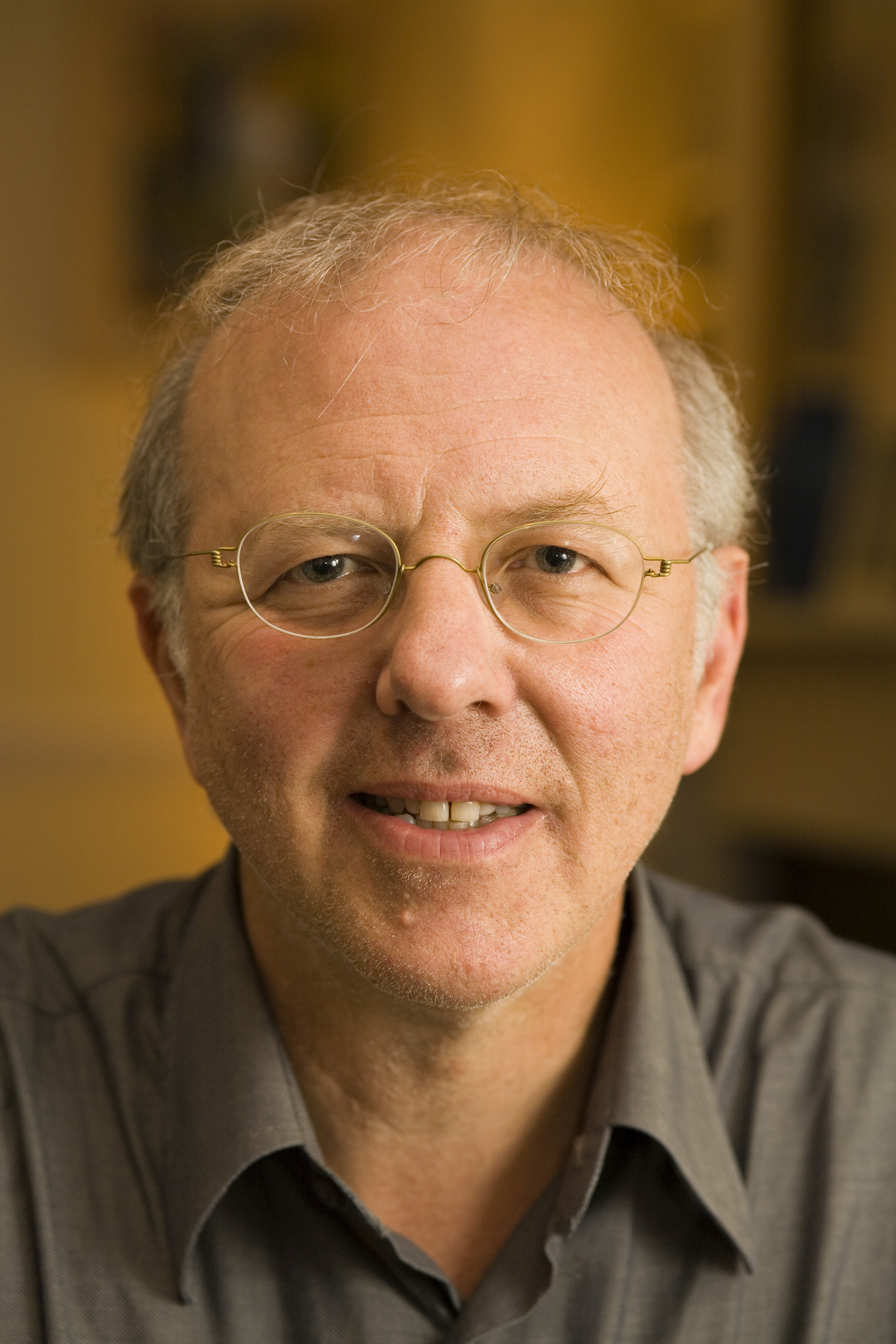
Brian Klug sostiene che il nuovo pregiudizio non è l'antisemitismo, nuovo o vecchio che sia, né una mutazione di un "virus" esistente, ma un "bug" nuovo.

Brian Klug, ricercatore senior in filosofia alla St Benet's Hall di Oxford, che ha fornito la sua testimonianza di esperto nel febbraio 2006 a un'inchiesta parlamentare britannica sull'antisemitismo nel Regno Unito e nel novembre 2004 all'audizione sull'antisemitismo al Bundestag tedesco, si oppone all'idea che esista un "fenomeno unico e unificato" che potrebbe essere chiamato "nuovo" antisemitismo. Riconosce che la comunità ebraica abbia motivo di preoccuparsi, ma sostiene che qualsiasi aumento degli episodi di antisemitismo sia attribuibile all'antisemitismo classico. La creazione del nuovo concetto potrebbe essere basata su un argomento circolare o una tautologia. Egli sostiene che si tratta di un concetto inutile, perché svaluta il termine "antisemitismo", portando a un cinismo diffuso circa l'uso di esso. Le persone di buona volontà che sostengono i palestinesi si risentono di essere accusati falsamente di antisemitismo.
Klug definisce l'antisemitismo classico come "una radicata fantasia europea sugli ebrei in quanto ebrei", sostenendo che se gli ebrei sono visti come una razza, una religione o un'etnia, e se l'antisemitismo viene dalla destra o dalla sinistra, l'immagine dell'ebreo per l'antisemita è sempre come "un popolo a parte, non solo per i loro costumi ma per il loro carattere collettivo. Sono arroganti, riservati, astuti, sempre alla ricerca di un profitto. Leali solo ai loro simili, ovunque vadano formano uno stato all'interno di uno stato, approfittando delle società in mezzo alle quali dimorano. Misteriosamente potenti, la loro mano nascosta controlla le banche e i media. Trascineranno persino i governi in guerra se questo si adatta ai loro scopi. Tale è la figura dell' 'ebreo', trasmessa di generazione in generazione".
(Brian Klug)
Egli sostiene che, sebbene sia vero che il "nuovo antisemitismo" incorpora l'idea che l'antisemitismo sia ostilità verso gli ebrei in quanto ebrei, la fonte dell'ostilità è cambiata; quindi, continuare a usare la stessa espressione per esso - antisemitismo - causa confusione. L'ostilità odierna verso gli ebrei in quanto ebrei si basa sul conflitto arabo-israeliano, non su antiche fantasie europee. Israele si proclama lo stato del popolo ebraico e molti ebrei si schierano con Israele proprio per questo motivo. È da questo allineamento che nasce l'ostilità verso gli ebrei in quanto ebrei, piuttosto che l'ostilità verso israeliani o sionisti. Klug concorda sul fatto che si tratta di un pregiudizio, perché è una generalizzazione sugli individui; tuttavia, sostiene, "non è radicato nell'ideologia dell'ebreo" ed è quindi un fenomeno diverso dall'antisemitismo.
Nel 2006, Norman Finkelstein ha sostenuto che non vi è stato alcun aumento significativo dell'antisemitismo: "Cosa dimostrano le prove? Sono state fatte buone indagini, indagini serie. Tutte le prove dimostrano che non c'è alcuna prova di un aumento di un nuovo antisemitismo, sia in Europa che in Nord America. Le prove sono pari a zero. E, in effetti, c'è un nuovo libro pubblicato da un sostenitore di Israele. Il suo nome è Walter Laqueur, uno studioso molto importante. Si chiama "The Changing Face of Anti-Semitism" (Il volto mutevole dell'antisemitismo). È appena uscito, nel 2006, dalla Oxford University Press. Guarda le prove e dice di no. Ce n'è un po' in Europa tra la comunità musulmana, c'è un po' di antisemitismo, ma l'idea che nel cuore della società europea o della società nordamericana ci sia antisemitismo è assurda".
Nel 2014, alla domanda se "l'antisionismo è il nuovo antisemitismo", Noam Chomsky ha dichiarato:
Nel 2023, a seguito dell'inasprimento del conflitto conflitto israelo-palestinese, secondo l'FBI i crimini di odio antisemita negli Stati Uniti sono aumentati del 63%, raggiungendo i 1832 episodi registrati, il massimo storico.  Gli episodi di antisemitismo hanno rappresentato il 15% di tutti i crimini d'odio e il 68% di tutti i crimini d'odio basati sulla religione, sebbene gli ebrei rappresentino solo il 2% della popolazione. Nel 2024, le segnalazioni di minacce di bombe alle sinagoghe, molestie antisemite, vandalismo e aggressioni hanno raggiunto cifre record in quattro degli ultimi sei anni negli Stati Uniti.

### Le critiche a Israele sono antisemitismo?
Il Test 3D dell'antisemitismo è un insieme di criteri proposti da Natan Sharansky per distinguere le critiche legittime a Israele dall'antisemitismo. Le tre D stanno per "Delegittimazione di Israele", "Demonizzazione di Israele" e "Sottoposizione di Israele a Doppi standard", ognuno dei quali, secondo il test, indica antisemitismo. Il test ha lo scopo di tracciare la linea di demarcazione tra le critiche legittime nei confronti dello Stato di Israele, delle sue azioni e delle sue politiche, e le critiche non legittime che diventano antisemite.
Earl Raab scrive che "c'è una nuova ondata di antisemitismo nel mondo, e molti pregiudizi contro Israele sono guidati da questo antisemitismo", ma sostiene che le accuse di antisemitismo basate su opinioni anti-israeliane in genere non sono credibili. Scrive che "un grave errore educativo è insito nelle formulazioni che suggeriscono che se in qualche modo ci liberiamo dell'antisemitismo, ci libereremo dell'anti-israelismo. Questo riduce i problemi del pregiudizio contro Israele a proporzioni da cartone animato". Raab descrive il pregiudizio contro Israele come una "grave violazione della morale e del buon senso" e sostiene che spesso è un ponte verso l'antisemitismo, ma lo distingue dall'antisemitismo in quanto tale.
Steven Zipperstein, professore di Cultura e Storia ebraica all'Università di Stanford, sostiene che la convinzione della responsabilità dello Stato di Israele nel conflitto arabo-israeliano è considerata "parte di ciò che pensa una persona ragionevolmente informata, progressista e decente". Egli sostiene che gli ebrei hanno la tendenza a vedere lo Stato di Israele come una vittima perché molto recentemente sono stati essi stessi "la quintessenza delle vittime".

## Storia

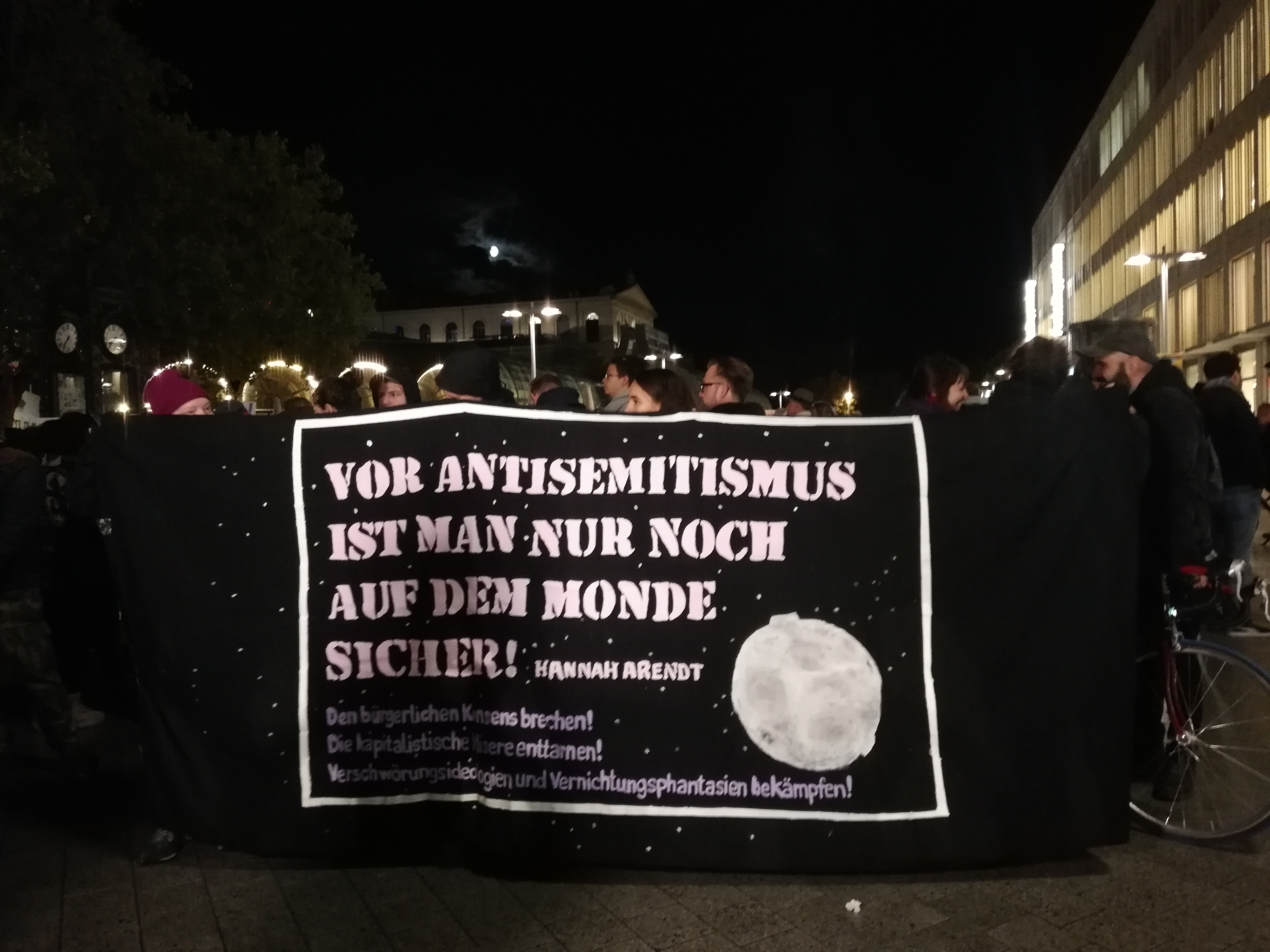
Hannover, 10 ottobre 2019, veglia contro l'antisemitismo il giorno dopo l'attentato contro la sinagoga di Halle

La sua origine parte da movimenti politici di estrema destra, estrema sinistra, e da gruppi islamisti, jihadisti e fondamentalisti islamici che si oppongono al movimento sionista e all'esistenza stessa dello Stato d'Israele. Il termine è stato coniato per designare quest'ondata di antisemitismo che, soprattutto nell'Europa occidentale, ha preso piede in seguito ad alcuni fatti storici quali la seconda intifada del 2000, il fallimento degli accordi di Oslo del maggio dello stesso anno, e l'attacco alle torri gemelle di New York dell'11 settembre 2001.
Secondo i critici l'antisionismo è attualmente la manifestazione più diffusa del neoantisemitismo, dal momento che l'odio antiebraico viene indirizzato verso lo Stato d'Israele a causa della sua natura, maggioritariamente ebraica, apparendo così come critica legittima e non come odio razziale.
L'antisemitismo si manifesta in forma di crimini d'odio di vario genere (aggressione, molestia, minaccia, discriminazione, danneggiamento, offesa verbale), spesso veicolati da Internet. La casistica europea è priva di sistematicità per via della diversa metodica di raccolta dei dati e di categorizzazione dei delitti nei paesi membri dell'UE; lacune statistiche sono poi dovute alla mancata denuncia da parte delle stesse vittime. Per l'Italia l'Osservatorio antidiscriminazione (OSCAD) attesta, nel quadriennio 2019-2022, una netta prevalenza delle istigazioni alla violenza in forma di scritti (graffiti), striscioni, volantini o perpetrate via Internet; seguono gli episodi di vandalismo, danneggiamento e minaccia.

In Francia tra gli episodi più gravi si ricordano l'attentato alla scuola ebraica di Tolosa nel 2012 e l'attentato all'Hypercacher di Parigi. Il neoantisemitismo è ritenuto un fenomeno globale, diffuso da parte di varie entità politiche e religiose, sia in Medio Oriente che in Occidente.

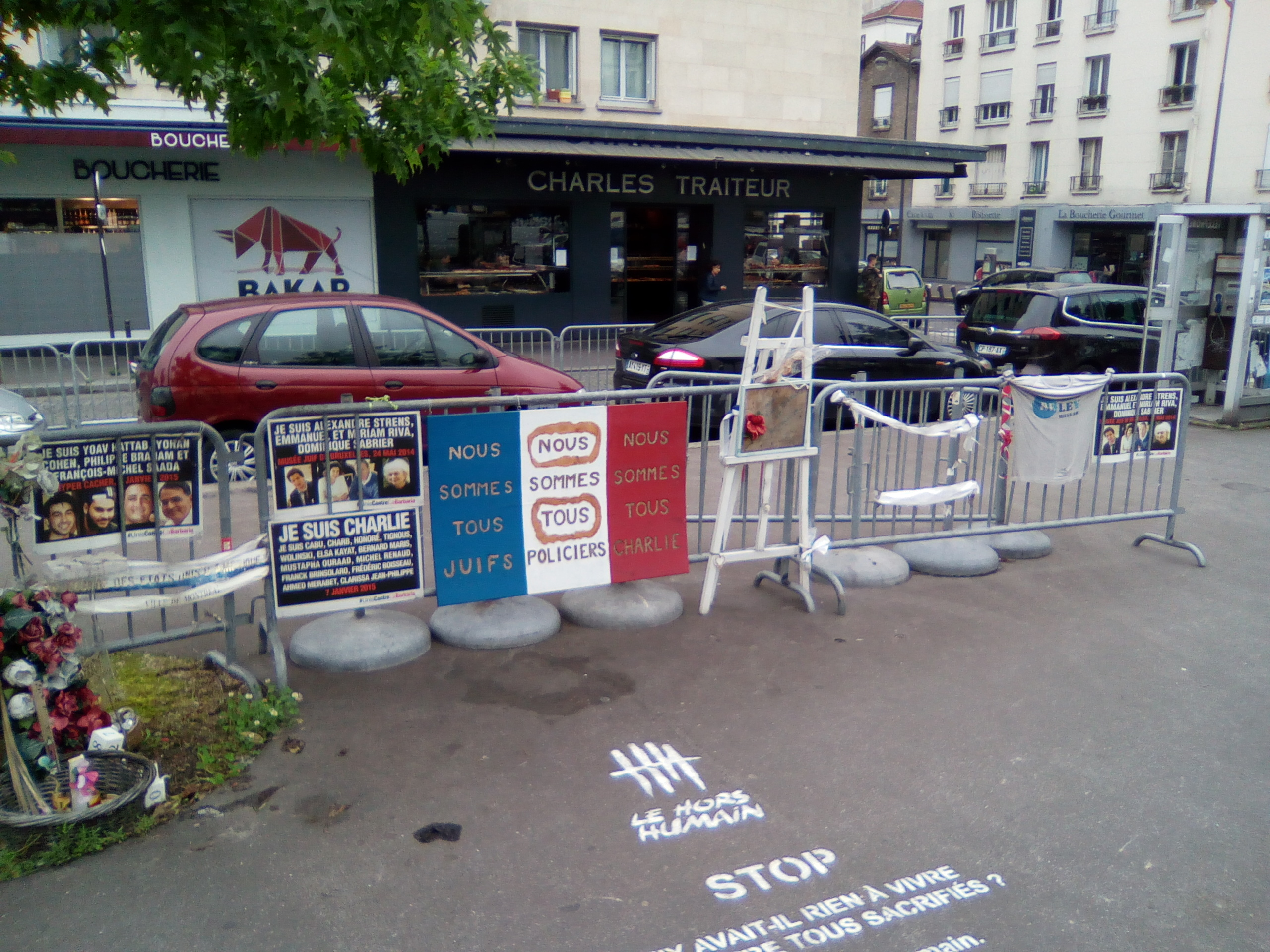
Memoriale con scritte, fiori e bandiere della Francia per le vittime dell'attentato terrorista islamico al supermercato Hypercacher di Parigi (gennaio 2015). Sulla banda blu della bandiera francese è inserita la frase "Nous sommes tous juifs"

Ogni anno viene pubblicato un rapporto in cui vengono resi noti gli atti a sfondo antisemita accaduti in tutto il mondo. I dati dell'ultimo rapporto pubblicato dimostrano un aumento negli attacchi contro persone e obbiettivi ebraici. La Francia risulta il Paese occidentale più pericoloso oggigiorno per gli appartenenti alla religione ebraica, a causa del maggiore numero di attacchi contro la popolazione ebraica che sono stati effettuati sul suo territorio.
È necessario notare il ruolo fondamentale di certi partiti xenofobi dell'estrema destra europea, i quali fanno uso costante di dichiarazioni antisemite nei loro discorsi e nella loro propaganda politica, con lo scopo di biasimare gli ebrei nella situazione generale di crisi in Europa; il paradosso consiste nel fatto che i discorsi antisemiti vengono diffusi anche in ambienti in cui la popolazione ebraica è praticamente inesistente.
Durante gli anni 2010, si registra un aumento dei fenomeni di neoantisemitismo anche sotto forma di discussione filosofica o accademica sul diritto all'esistenza dello Stato d'Israele; tali argomentazioni sono ritenute da alcuni come un'espressione di neoantisemitismo per il fatto che non mettono in discussione le singole politiche dello Stato d'Israele, ma invochino, invece, la delegittimazione dell'intera entità politica israeliana, motivata dalla natura stessa dello "stato ebraico" di Israele.
Durante il 2014, l'Europa è stata sommersa da discorsi antisemiti presenti in particolare in concomitanza alle proteste contro l'operazione Margine di protezione. Questi discorsi utilizzavano espressioni di odio antisemita, attribuendo ogni responsabilità del conflitto a Israele: si tratta di un tipico esempio di neoantisemitismo che lega l'antisemitismo, in quanto forma di odio collettivo per un'intera etnia, a una protesta di tipo politico. Di conseguenza tre dei ministri degli esteri europei del tempo, Federica Mogherini, Frank-Walter Steinmeier, e Laurent Fabius, hanno condannato tali espressioni di carattere chiaramente antisemita dichiarando in una nota ufficiale: «L'agitazione antisemita, i discorsi d'odio contro gli ebrei, gli attacchi contro le persone di credo ebraico e contro le sinagoghe non possono essere tollerate nelle nostre società in Europa. Condanniamo con forza le oltraggiose dichiarazioni, dimostrazioni e attacchi antisemiti nei nostri Paesi nei giorni scorsi. Rispettiamo la libertà di riunione e di espressione. Comunque, procederemo con tutti i mezzi legali disponibili contro azioni e dichiarazioni che siano considerabili come atti di antisemitismo, razzismo e xenofobia. Niente, incluso il drammatico confronto militare a Gaza, giustifica alcuna trasgressione simile in Europa. Faremo del nostro meglio, insieme e nei nostri Paesi, per assicurarci che tutti i concittadini continuino a vivere in pace e sicurezza».

## Lo sviluppo nella rete

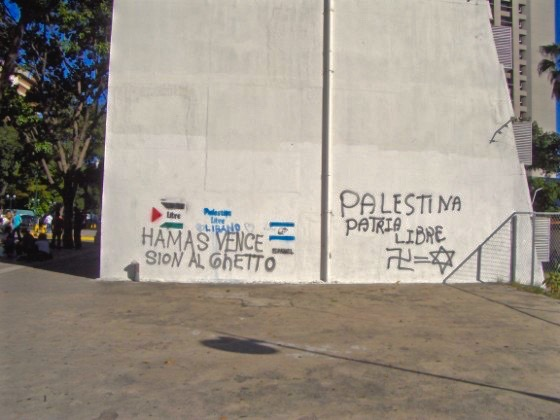
Scritte su muro a Caracas (2009) che esaltano Hamas con lo slogan "Sion al ghetto" e parificano lo Stato d'Israele con lo Stato nazista

Internet, a causa della sua natura di mezzo di comunicazione con poche limitazioni, è diventato il maggior canale di diffusione della propaganda antisemita.
Il fenomeno in rete si caratterizza per il proliferare di discorsi di incitamento all'odio
, con incremento dei medesimi nei periodo di tempo vicini alla ricorrenza della Giorno della Memoria, unitamente a disinformazione e "contro-narrazioni" spesso di carattere cospirazionista.

## Le teorie del complotto
Certe posizioni neoantisemite vengono giustificate con presunte "prove" dell'esistenza di una "potenza ebraica" in grado di danneggiare il mondo a seconda dei presunti interessi ebraici. Tali posizioni, genericamente indicate come teorie del complotto giudaico si focalizzano in particolare sulla presenza di persone appartenenti alla religione ebraica (o ritenuti tali) nelle istituzioni politiche e finanziarie globali, assumendo che tale incarico venga utilizzato dai primi per manovrare l'ordine mondiale, sfruttando le diverse comunità religiose esistenti.

## Reazioni

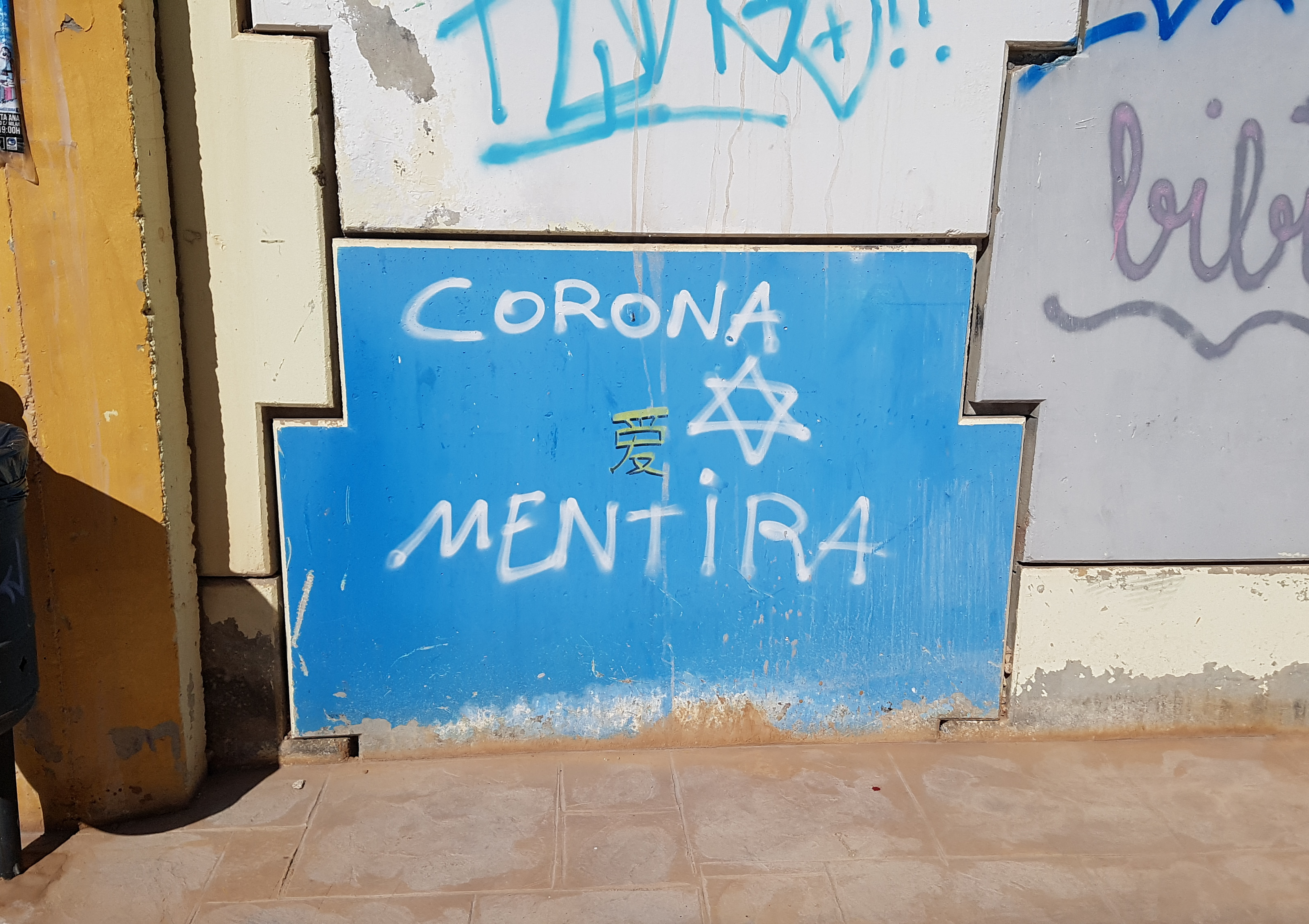
Graffiti negazionisti del COVID-19 a Cartagena (Spagna), in cui la pandemia è definita "corona-mentira" ("coronavirus-menzogna") e viene collegata alle teorie antisemite del teorie del complotto giudaico indicato con una stella di Davide

In seguito ad alcune manifestazioni violente a sfondo antisemita, come ad esempio l'attentato alla sinagoga di Copenhaghen del 2015, sono state organizzate manifestazioni di solidarietà con la comunità ebraica, allo scopo di combattere la violenza e l'intolleranza a sfondo religioso e razziale, a cura di cittadini appartenenti a fedi e comunità religiose differenti. La catena di pace che è stata realizzata attorno alle sinagoghe di Stoccolma e di Oslo durante il mese di febbraio 2015 ne è una testimonianza.

## Test delle 3 D
Nel 2004 Natan Sharansky, allora ministro del governo israeliano, ha pubblicato su Jewish Political Studies Review il Test delle 3D, che serve a distinguere fra una critica legittima su Israele e una critica illegittima ed antisemita.
Le tre D sono Delegittimazione, Demonizzazione e Doppi standard.
Il professor Irwin Cotler, uno dei principali studiosi dei diritti umani, ha detto in proposito che «dobbiamo stabilire alcune linee di confine oltre le quali [la critica su Israele] supera i limiti, perché io sono uno di quelli che credono fortemente non solo nella libertà di parola, ma anche nel dibattito rigoroso, nella discussione, nella dialettica, e così via. Se si dice con troppa leggerezza che tutto è antisemita, allora non c'è nulla di antisemita, e non siamo più in grado di fare distinzioni».